# Giuseppe Saitta (vescovo)
Giuseppe Saitta (Bronte, 31 gennaio 1768 – Patti, 20 giugno 1838) è stato un vescovo cattolico italiano.

## Biografia
Nato il 31 gennaio 1768 a Bronte, nell'allora diocesi di Catania, fu ordinato presbitero il 3 marzo 1792. Fu professore di greco e latino nel collegio Capizzi di Bronte, di teologia nel seminario di Monreale e canonico della collegiata nella stessa città; N. Giardina, senza riferire la fonte, gli attribuisce la pubblicazione di un volumetto di poesie nel 1816 e di vari componimenti poetici anonimi diffusi in Sicilia. Proposto vescovo di Patti da Ferdinando II il 25 giugno 1833, fu confermato il 30 settembre 1833 da papa Gregorio XVI e ricevette l'ordinazione episcopale il successivo 15 dicembre da Domenico Orlando, vescovo di Catania, conconsacrante Francesco di Paola Berretta, vescovo titolare di Ippona Regia.
Anziano e acciaccato, resse la diocesi per soli 4 anni, distinguendosi soprattutto nell’impegno per la formazione dei chierici, che prima di diventare responsabili di comunità cristiane dovevano distinguersi in seminario per cultura, disciplina e pietà; a questo scopo, già il 24 luglio 1834, a pochi mesi dal suo ingresso in diocesi, nominò rettore e prefetto degli studi il Sac. Luigi Natoli, che elaborò subito un articolato piano di studi in quattro classi per lo studio delle lettere, della filosofia, della fisica, dell’etica e del diritto.
Morì il 20 giugno 1838 a Patti, lasciando ottimo ricordo di sé e rimpianto per le sue doti e la sua cultura.

## Genealogia episcopale
La genealogia episcopale è:
- Cardinale Scipione Rebiba
- Cardinale Giulio Antonio Santori
- Cardinale Girolamo Bernerio, O.P.
- Arcivescovo Galeazzo Sanvitale
- Cardinale Ludovico Ludovisi
- Cardinale Luigi Caetani
- Cardinale Ulderico Carpegna
- Cardinale Paluzzo Paluzzi Altieri degli Albertoni
- Papa Benedetto XIII
- Papa Benedetto XIV
- Papa Clemente XIII
- Cardinale Marcantonio Colonna
- Cardinale Giacinto Sigismondo Gerdil, B.
- Cardinale Giulio Maria della Somaglia
- Cardinale Alessandro Giustiniani
- Vescovo Domenico Orlando, O.F.M.Conv.
- Vescovo Giuseppe Saitta